# Rafael Palmeiro
Pour les articles homonymes, voir Palmeiro.
Rafael Corrales Palmeiro (né le 24 septembre 1964 à La Havane, Cuba) est un ancien joueur cubain de baseball qui évolue dans les Ligues majeures de 1986 à 2005.
Il frappe durant sa carrière 569 coups de circuit et 3 020 coups sûrs. Le 11 mai 2003, Palmeiro devient le 19e joueur de l'histoire à frapper 500 circuits dans les majeures. Le 15 juillet 2005, il devient le 26e joueur de l'histoire à atteindre les 3 000 coups sûrs dans le baseball majeur.
Commençant sa carrière avec les Cubs de Chicago, pour qui il évolue de 1986 à 1988, Rafael Palmeiro fait sa marque avec les Rangers du Texas, chez qui il fait deux séjours : un premier de 1989 à 1993, puis un second de 1999 à 2003. Ces deux passages chez les Rangers sont entrecoupés par des saisons chez les Orioles de Baltimore, d'abord de 1994 à 1998, puis en 2004 et 2005.
Le 1er août 2005, il échoue à un test de dépistage de drogue et joue son dernier match le 30 août 2005.

## Carrière
Palmeiro a passé ses deux premières saisons avec les Cubs de Chicago où il n'a joué que 104 parties avec 15 circuits. Il fut transféré aux Rangers du Texas avec qui il a passé 5 saisons avec 37 circuits, 105 points produits et 122 points comptés en 1993. Après il fut transféré aux Orioles de Baltimore où il a aligné 4 saisons avec au moins 35 circuits et 100 points produits entre 1995 et 1998. Il a continué à frapper bien avec les Rangers du Texas entre 1999 et 2003 avec au moins 35 circuits et 100 points produits, soit 9 saisons d'affilée avec Baltimore et Texas. Il n'a frappé que 23 circuits avec 88 points produits en 2004. 
Le 11 mai 2003 il frappe son 500e circuit contre le lanceur Dave Elder des Indians de Cleveland, devenant le 16e joueur à atteindre les 500 circuits dans les majeures. 
Le 15 juillet 2005, il frappe contre le lanceur Joel Piñeiro des Mariners de Seattle son 3 000e coup sûr, pour devenir le 26e joueur à atteindre ce nombre dans les majeures et devenir le 4e joueur de la Ligue majeure avec plus de 500 circuits et plus de 3000 coups sûrs (les autres étant Hank Aaron, Willie Mays et Eddie Murray).
Invité au match des étoiles du baseball à quatre reprises (en 1988, 1991, 1998 et 1999), Palmeiro a remporté le Bâton d'argent comme meilleur joueur offensif de sa position en 1998 en tant que joueur de premier but pour les Orioles, puis comme frappeur désigné en 1999 avec les Rangers. En 1997 et 1998, il a reçu le Gant doré au premier but comme meilleur athlète défensif de la Ligue américaine à cette position. En 1999, il reçoit un troisième Gant doré, une fois de plus comme joueur de premier but, malgré le fait qu'il n'ait joué que 28 parties sur 162 à cette position durant la saison régulière. L'absurdité créée par cette situation, c'est-à-dire que Palmeiro ait remporté un prix défensif pour une position sur le terrain à laquelle il n'avait presque pas joué dans l'année, tout en remportant un prix défensif comme frappeur désigné, a fourni de nouveaux arguments pour les détracteurs du Gant doré et mis en lumière la difficulté à juger par les statistiques de l'efficacité défensive d'un joueur de baseball.
Rafael Palmeiro est apparu sur les bulletins de vote pour le titre de joueur par excellence de la saison régulière en dix occasions, chaque fois alors qu'il évoluait dans la Ligue américaine. Il n'a cependant jamais été voté plus haut que la cinquième position à ce scrutin (en 1999).
Avec une moyenne au bâton de ,307 en 1988, à sa première saison complète dans les majeures, Palmeiro, alors avec les Cubs, termine deuxième dans la Ligue nationale, concédant le championnat des frappeurs à Tony Gwynn, des Padres de San Diego, qui affiche cette année-là une moyenne de ,313.
Palmeiro a mené la Ligue américaine pour les coups sûrs (191) en 1990 et pour les points marqués (124) en 1993. En 1991, il mène les majeures pour les doubles, avec 49. En 1999, il est second pour les points produits avec 148, devancé seulement par les 165 de Manny Ramirez, des Indians de Cleveland. Ramirez est aussi le seul à le devancer dans l'Américaine pour la moyenne de puissance; Palmeiro affiche cette année-là sa plus élevée en une saison (,630).
Rafael Palmeiro a conclu sa carrière avec 3 020 coups sûrs en 2 831 parties réparties sur 20 saisons. Il a claqué 569 circuits, marqué 1 663 points et en a produit 1 835. Il compte 585 coups de deux buts. Sa moyenne au bâton en carrière est de ,288 et sa moyenne de puissance est de ,515.
Il détient les records pour le plus grand nombre de parties jouées, de présences au bâton, de coups sûrs, de coups de circuit, de doubles, de points produits, de points marqués et de buts-sur-balles parmi tous les joueurs natifs de Cuba ayant joué en Ligues majeures. Il est aussi celui qui affiche la moyenne de puissance en carrière la plus élevée parmi ceux ayant disputé un nombre substantiel de parties.
Il a participé au film Little Big League, réalisé par Andrew Scheinman en 1994, qui se déroule dans l'univers du baseball.

## Allégations de dopage
Sa carrière fut controversée en raison de spéculations sur sa prise des produits dopants. José Canseco, un autre joueur cubain de la Ligue majeure de baseball, l'a accusé d'avoir pris des stéroïdes dans son livre « Juiced: Wild Times, Rampant 'Roids, Smash Hits & How Baseball Got Big ». Interrogé en mars 2005 par le Congrès des États-Unis au sujet de sa consommation alléguée de produits dopants, Palmeiro clame son innocence : « Je n'ai jamais pris de stéroïdes. Point. » Toutefois, le 1er août 2005, la MLB annonce que Palmeiro a échoué à un contrôle antidopage et le suspend pour 10 parties. Le retour au jeu du joueur des Orioles après sa suspension est prévu pour le 11 août, mais son équipe ne l'insère pas dans l'alignement avant le 14 du mois. La journée du 11 août devait par ailleurs être au Camden Yards de Baltimore une soirée spéciale pour honorer les marques des 500 circuits et des 3 000 coups sûrs récemment atteintes par le joueur. Cette soirée est annulée après l'annonce de sa suspension. Le 30 août, à Toronto, Palmeiro se présente sur le terrain avec des bouchons dans les oreilles pour camoufler le son des huées qui se font entendre au Rogers Centre à chacune de ses apparitions au bâton. Il est blanchi en quatre présences à la plaque dans cette rencontre.
En novembre 2005, le Congrès renonce à poursuivre Palmeiro en justice pour parjure. Même s'ils croient qu'il a menti, les procureurs disent manquer de preuves pour obtenir une condamnation à la suite de ses déclarations du mois de mars précédent. Le département de la Justice ayant cinq ans pour déposer des accusations, Palmeiro ne peut plus être poursuivi pour parjure.
En décembre 2007, le nom de Rafael Palmeiro figure au rapport Mitchell parmi la liste des athlètes soupçonnés de s'être dopés.

## Temple de la renommée
Rafael Palmeiro n'ayant plus joué dans les Ligues majeures depuis 2005, il est éligible pour la première fois pour une élection au Temple de la renommée du baseball en 2011. Première vedette des majeures trouvée coupable de dopage par un test de dépistage au résultat positif, Palmeiro est privé de l'entrée au Temple malgré des statistiques qui, en d'autres circonstances, lui auraient valu une élection sans doute facile,.
À sa première année d'éligibilité en 2011, il n'est choisi que par 11 % des membres de l'Association des chroniqueurs de baseball d'Amérique appelés à voter les nouveaux membres du Panthéon. Il obtient 12,6 % des voix en 2012. Ce nombre baisse à 8,8 pour cent en 2013 et il disparaît des futurs bulletins de vote après l'élection de 2014, où ses 4,4 pour cent d'appuis n'atteignent par le minimum de 5 pour cent requis pour obtenir une nouvelle chance,.

## Statistiques
| Statistiques de frappeur |            |            |      |       |      |      |     |    |     |      |    |    |      |      |       |       |       |
| Saison                   | Équipe     | Ligue      | G    | AB    | R    | H    | 2B  | 3B | HR  | RBI  | SB | CS | BB   | SO   | BA    | OBP   | SLG   |
| Totaux                   | 20 saisons | 20 saisons | 2831 | 10472 | 1663 | 3020 | 585 | 38 | 569 | 1835 | 97 | 40 | 1353 | 1348 | 0,288 | 0,371 | 0,515 |